# 萨拉·蒂格森
萨拉·蒂格森（丹麥語：Sara Thygesen，1991年1月20日—），丹麥女子羽毛球運動員。

## 簡歷
2013年，萨拉·蒂格森與弗雷德里克·科尔贝尔合作，贏得克羅地亞國際賽混雙亞軍。
2017年8月， 萨拉·蒂格森參加苏格兰格拉斯哥舉行的世界羽毛球錦標賽，她和麦尔肯·弗勒尔戈德出戰女子双打項目。她與麦尔肯·弗勒尔戈德以15號種子身分出戰，故在首圈輪空；在次圈以2比1（19-21、21-14、21-11）击退法国组合的埃米莉·拉菲尔/安妮·特兰。但在第三圈中，以0-2 （18-21、20-22）不敌赛会5號種子、韩国组合的鄭景銀/申昇瓚，16强止步。

## 主要比賽成績
只列出曾進入準決賽的國際賽事成績：
| 年份   | 賽事                       | 公開賽級別 | 項目     | 拍檔                     | 成績   |
| ------ | -------------------------- | ---------- | -------- | ------------------------ | ------ |
| 2009年 | 歐洲青年羽毛球錦標賽       | 其他       | 混合團體 | －                       | 冠軍   |
| 2009年 | 歐洲青年羽毛球錦標賽       | 其他       | 混合雙打 | Morten Bodskov           | 準決賽 |
| 2009年 | 土耳其羽毛球國際賽         | 國際系列賽 | 混合雙打 | Tore Villhelmsen         | 亞軍   |
| 2010年 | 捷克羽毛球國際賽           | 國際挑戰賽 | 混合雙打 | Mats Bue                 | 準決賽 |
| 2012年 | 芬蘭羽毛球公開賽           | 國際挑戰賽 | 混合雙打 | 安德斯·斯考劳普·拉斯姆森 | 亞軍   |
| 2012年 | 丹麥羽毛球國際賽           | 國際挑戰賽 | 女子雙打 | 卡米拉·马滕斯            | 準決賽 |
| 2012年 | 西班牙羽毛球公開賽         | 國際挑戰賽 | 混合雙打 | 安德斯·斯考劳普·拉斯姆森 | 準決賽 |
| 2012年 | 挪威羽毛球國際賽           | 國際挑戰賽 | 女子雙打 | 玛丽亚·赫斯波            | 準決賽 |
| 2013年 | 克羅地亞羽毛球國際賽       | 國際系列賽 | 混合雙打 | 弗雷德里克·科尔贝尔      | 亞軍   |
| 2013年 | 西班牙羽毛球公開賽         | 國際挑戰賽 | 女子雙打 | 麦尔肯·弗勒尔戈德        | 亞軍   |
| 2013年 | 意大利羽毛球國際賽         | 國際挑戰賽 | 混合雙打 | 尼克拉斯·诺尔            | 準決賽 |
| 2014年 | 歐洲女子羽毛球團體錦標賽   | 其他       | 女子團體 | －                       | 冠軍   |
| 2014年 | 法國羽毛球國際賽           | 國際挑戰賽 | 混合雙打 | 尼克拉斯·诺尔            | 亞軍   |
| 2014年 | 克羅地亞羽毛球國際賽       | 國際系列賽 | 混合雙打 | 尼克拉斯·诺尔            | 冠軍   |
| 2014年 | 荷蘭羽毛球國際賽           | 國際系列賽 | 女子雙打 | 麦尔肯·弗勒尔戈德        | 亞軍   |
| 2014年 | 荷蘭羽毛球國際賽           | 國際系列賽 | 混合雙打 | 尼克拉斯·诺尔            | 冠軍   |
| 2014年 | 西班牙羽毛球公開賽         | 國際挑戰賽 | 女子雙打 | 麦尔肯·弗勒尔戈德        | 準決賽 |
| 2014年 | 比利時羽毛球國際賽         | 國際挑戰賽 | 混合雙打 | 尼克拉斯·诺尔            | 準決賽 |
| 2014年 | 蘇格蘭羽毛球大獎賽         | 大獎賽     | 混合雙打 | 尼克拉斯·诺尔            | 亞軍   |
| 2014年 | 愛爾蘭羽毛球公開賽         | 國際挑戰賽 | 混合雙打 | 尼克拉斯·诺尔            | 冠軍   |
| 2015年 | 瑞典羽毛球大師賽           | 國際挑戰賽 | 女子雙打 | 麦尔肯·弗勒尔戈德        | 準決賽 |
| 2015年 | 歐洲羽毛球混合團體錦標賽   | 其他       | 混合團體 | －                       | 冠軍   |
| 2015年 | 西班牙羽毛球國際賽         | 國際挑戰賽 | 女子雙打 | 麦尔肯·弗勒尔戈德        | 準決賽 |
| 2015年 | 歐洲運動會羽毛球比賽       | 其他       | 混合雙打 | 尼克拉斯·诺尔            | 金牌   |
| 2015年 | 比利時羽毛球國際賽         | 國際挑戰賽 | 女子雙打 | 麦尔肯·弗勒尔戈德        | 冠軍   |
| 2015年 | 比利時羽毛球國際賽         | 國際挑戰賽 | 混合雙打 | 尼克拉斯·诺尔            | 準決賽 |
| 2015年 | 布拉格羽毛球公開賽         | 國際挑戰賽 | 混合雙打 | 尼克拉斯·诺尔            | 準決賽 |
| 2015年 | 意大利羽毛球國際賽         | 國際挑戰賽 | 女子雙打 | 麦尔肯·弗勒尔戈德        | 準決賽 |
| 2015年 | 意大利羽毛球國際賽         | 國際挑戰賽 | 混合雙打 | 尼克拉斯·诺尔            | 冠軍   |
| 2016年 | 瑞典羽毛球大師賽           | 國際挑戰賽 | 女子雙打 | 麦尔肯·弗勒尔戈德        | 冠軍   |
| 2016年 | 歐洲女子羽毛球團體錦標賽   | 其他       | 女子團體 | －                       | 冠軍   |
| 2016年 | 芬蘭羽毛球公開賽           | 國際挑戰賽 | 混合雙打 | 尼克拉斯·诺尔            | 亞軍   |
| 2016年 | 歐洲羽毛球錦標賽           | 其他       | 女子雙打 | 麦尔肯·弗勒尔戈德        | 季軍   |
| 2016年 | 歐洲羽毛球錦標賽           | 其他       | 混合雙打 | 尼克拉斯·诺尔            | 亞軍   |
| 2016年 | 荷蘭羽毛球大獎賽           | 大獎賽     | 混合雙打 | 马蒂亚斯·克里斯蒂安森    | 冠軍   |
| 2016年 | 蘇格蘭羽毛球大獎賽         | 大獎賽     | 混合雙打 | 马蒂亚斯·克里斯蒂安森    | 準決賽 |
| 2016年 | 愛爾蘭羽毛球公開賽         | 國際挑戰賽 | 混合雙打 | 马蒂亚斯·克里斯蒂安森    | 冠軍   |
| 2017年 | 印度羽毛球黃金大獎賽       | 黃金大獎賽 | 混合雙打 | 马蒂亚斯·克里斯蒂安森    | 準決賽 |
| 2017年 | 歐洲羽毛球混合團體錦標賽   | 其他       | 混合團體 | －                       | 冠軍   |
| 2017年 | 瑞士羽毛球黃金大獎賽       | 黃金大獎賽 | 女子雙打 | 麦尔肯·弗勒尔戈德        | 準決賽 |
| 2018年 | 歐洲羽毛球女子團體錦標賽   | 其他       | 女子團體 | －                       | 冠軍   |
| 2018年 | 德國羽毛球公開賽           | 超級300賽  | 混合雙打 | 尼克拉斯·诺尔            | 亞軍   |
| 2018年 | 奧爾良羽毛球大師賽         | 超級100賽  | 混合雙打 | 尼克拉斯·诺尔            | 冠軍   |
| 2018年 | 歐洲羽毛球錦標賽           | 其他       | 女子雙打 | 麦尔肯·弗勒尔戈德        | 季軍   |
| 2018年 | 西班牙羽毛球大師賽         | 超級300賽  | 女子雙打 | 麦尔肯·弗勒尔戈德        | 準決賽 |
| 2018年 | 西班牙羽毛球大師賽         | 超級300賽  | 混合雙打 | 尼克拉斯·诺尔            | 冠軍   |
| 2018年 | 荷蘭羽毛球公開賽           | 超級100賽  | 女子雙打 | 麥爾肯·弗勒爾戈德        | 準決賽 |
| 2019年 | 歐洲羽毛球混合團體錦標賽   | 其他       | 混合團體 | －                       | 冠軍   |
| 2019年 | 丹麥羽毛球國際賽           | 國際挑戰賽 | 混合雙打 | 尼克拉斯·诺尔            | 準決賽 |
| 2019年 | 薩洛盧羽毛球公開賽         | 超級100賽  | 女子雙打 | 麥爾肯·弗勒爾戈德        | 準決賽 |
| 2019年 | 薩洛盧羽毛球公開賽         | 超級100賽  | 混合雙打 | 尼克拉斯·诺尔            | 準決賽 |
| 2020年 | 印尼羽毛球大師賽           | 超級500賽  | 女子雙打 | 麥爾肯·弗勒爾戈德        | 亞軍   |
| 2020年 | 歐洲羽毛球男女子團體錦標賽 | 其他       | 女子團體 | －                       | 冠軍   |
| 2020年 | 薩洛盧羽毛球公開賽         | 超級100賽  | 女子雙打 | 麥爾肯·弗勒爾戈德        | 準決賽 |
| 2021年 | 歐洲羽毛球混合團體錦標賽   | 其他       | 混合團體 | －                       | 冠軍   |
| 2021年 | 歐洲羽毛球錦標賽           | 其他       | 女子雙打 | 麥爾肯·弗勒爾戈德        | 季軍   |
| 2022年 | 歐洲羽毛球錦標賽           | 其他       | 女子雙打 | 麦尔肯·弗勒尔戈德        | 季軍   |
| 2023年 | 歐洲羽毛球混合團體錦標賽   | 其他       | 混合團體 | －                       | 冠軍   |
| 2023年 | 西班牙馬德里羽球大師賽     | 超級300賽  | 女子雙打 | 麦尔肯·弗勒尔戈德        | 準決賽 |
| 2023年 | 奧爾良羽毛球大師賽         | 超級300賽  | 女子雙打 | 麦尔肯·弗勒尔戈德        | 準決賽 |
| 2023年 | 美國羽毛球公開賽           | 超級300賽  | 女子雙打 | 麦尔肯·弗勒尔戈德        | 亞軍   |
| 2023年 | 香港羽毛球公開賽           | 超級500賽  | 女子雙打 | 麦尔肯·弗勒尔戈德        | 準決賽 |
| 2023年 | 愛爾蘭羽毛球公開賽         | 國際挑戰賽 | 女子雙打 | 麦尔肯·弗勒尔戈德        | 冠軍   |
| 2024年 | 歐洲羽毛球男女子團體錦標賽 | 其他       | 女子團體 | －                       | 冠軍   |
| 2024年 | 愛爾蘭羽毛球公開賽         | 國際挑戰賽 | 女子雙打 | 黛博拉·吉尔              | 準決賽 |
| 2024年 | 蘇格蘭羽毛球公開賽         | 國際挑戰賽 | 女子雙打 | 黛博拉·吉尔              | 冠軍   |
| 2025年 | 歐洲羽毛球錦標賽           | 其他       | 女子雙打 | 黛博拉·吉尔              | 季軍   |

| 2007-2017年 | 首要超級賽 | 超級賽 | 黃金大獎賽 | 大獎賽 | 國際挑戰賽 | 國際系列賽 | 未來系列賽 | 其他 |

| 2018-2026年 | 總決賽 | 超級1000賽 | 超級750賽 | 超級500賽 | 超級300賽 | 超級100賽 | 國際挑戰賽 | 國際系列賽 | 未來系列賽 | 其他 |

### 奧運會和世錦賽參賽紀錄
|          | 搭檔                  | 2014 | 2015 | 2016 | 2017 | 2018 | 2019 | 2020       | 2021 | 2022 | 2023 | 2024 |
| -------- | --------------------- | ---- | ---- | ---- | ---- | ---- | ---- | ---------- | ---- | ---- | ---- | ---- |
| 女子雙打 | 麦尔肯·弗勒尔戈德     | －   | －   | －   | 16強 | 16強 | 16強 | 小組第三名 | 16強 | 16強 | 32強 | 8強  |
|          |                       |      |      |      |      |      |      |            |      |      |      |      |
| 混合雙打 | 尼克拉斯·诺尔         | 32強 | －   | －   | －   | 64強 | 64強 | －         | －   | －   | －   | －   |
| 混合雙打 | 马蒂亚斯·克里斯蒂安森 | －   | －   | －   | 16強 | －   | －   | －         | －   | －   | －   | －   |